# ديشار غدي
ديشار غدي (الاسم العلمي:Pteris glandulosa) هو نوع من النباتات يتبع جنس الديشار من فصيلة الديشارية.